# Igarapé Paratari
Igarapé Paratari är ett vattendrag i Brasilien. Det ligger i den västra delen av landet, 2 800 km väster om huvudstaden Brasília.
I omgivningarna runt Igarapé Paratari växer i huvudsak städsegrön lövskog. Trakten runt Igarapé Paratari är nära nog obefolkad, med mindre än två invånare per kvadratkilometer.